# AFC Champions League 2012

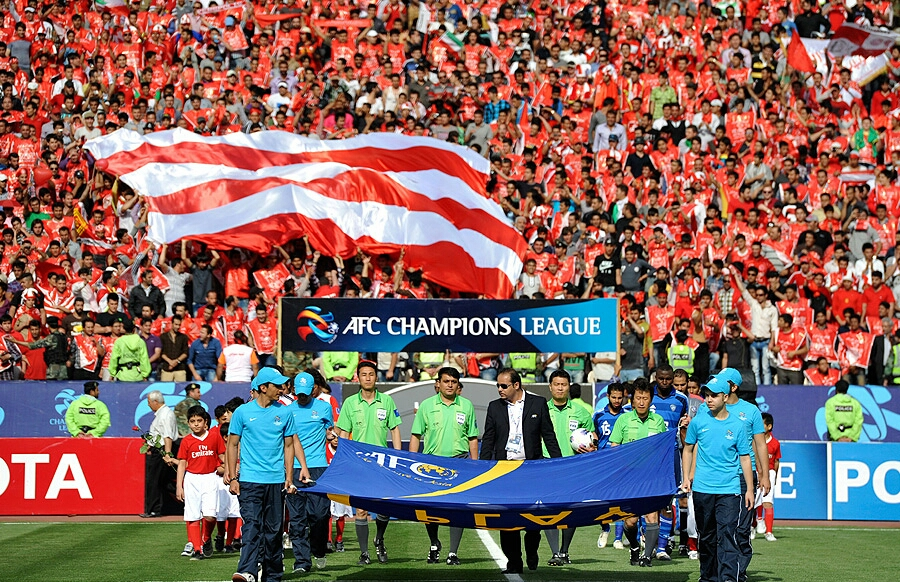
Partita della AFC Champions League fra e (2012)

La AFC Champions League 2012 è stata la 31ª edizione della massima competizione calcistica per club dell'Asia. L'Ulsan Hyundai ha vinto il titolo per la prima volta e si è qualificata per la Coppa del mondo per club FIFA 2012.

## Squadre qualificate

### Preliminari
| Squadra            | Qualificazione                             |
| Asia Occidentale   | Asia Occidentale                           |
| ------------------ | ------------------------------------------ |
| Esteghlal          | 2º posto Persian Gulf Cup 2010–11          |
| Zob Ahan           | 3º posto Persian Gulf Cup 2010–11          |
| Al-Ettifaq         | 3º posto Saudi Professional League 2010-11 |
| Al Shabab          | 4º posto UAE Pro-League 2010-2011          |
| Neftchi Fergana    | 4º posto Oliy Liga 2011                    |
| Asia Orientale     |                                            |
| Pohang Steelers    | 3º posto K-League 2011                     |
| Liaoning Whowin    | 3º posto Campionato cinese di calcio 2011  |
| Adelaide United    | 3º posto A-League 2010-2011                |
| Chonburi           | 2º posto Thai Premier League 2011          |
| Persipura Jayapura | Vincitore Indonesia Super League 2010-11   |

### Fase a gironi
| Squadra      | Qualificazione                                                                                      | Ultima app. |
| ------------ | --------------------------------------------------------------------------------------------------- | ----------- |
| Lekhwiya     | Vincitore Qatar Stars League 2010–11                                                                | 1ª app.     |
| Al-Rayyan    | Vincitore Coppa dell'Emiro del Qatar 2011 3º posto Qatar Stars League 2010–11                       | 2011        |
| Al-Gharafa   | 2º posto Qatar Stars League 2010–11                                                                 | 2011        |
| Al-Arabi     | 4º posto Qatar Stars League 2010–11                                                                 | 1ª app.     |
| Al-Hilal     | Vincitore Saudi Professional League 2010-11                                                         | 2011        |
| Al-Ahli      | Vincitore Coppa dei Campioni del Re 2011                                                            | 2010        |
| Al-Ittihad   | 2º posto Saudi Professional League 2010-11                                                          | 2011        |
| Al-Jazira    | Vincitore UAE Pro-League 2010-2011 Vincitore Coppa del Presidente degli Emirati Arabi Uniti 2010-11 | 2011        |
| Baniyas      | 2º posto UAE Pro-League 2010-2011                                                                   | 1ª app.     |
| Al-Nasr      | 3º posto UAE Pro-League 2010-2011                                                                   | 1ª app.     |
| Paxtakor     | 3º posto Oliy Liga 2011 Vincitore Coppa dell'Uzbekistan 2011                                        | 2011        |
| Nasaf Qarshi | 2º posto Oliy Liga 2011                                                                             | 1ª app.     |
| Sepahan      | Vincitore Persian Gulf Cup 2010–11                                                                  | 2011        |
| Persepolis   | Vincitore Hazfi Cup 2010-11                                                                         | 2011        |

| Squadra                | Qualificazione                                                        | Ultima app. |
| ---------------------- | --------------------------------------------------------------------- | ----------- |
| Kashiwa Reysol         | Vincitore J. League Division 1 2011                                   | 1ª app.     |
| FC Tokyo               | Vincitore Coppa dell'Imperatore 2011                                  | 1ª app.     |
| Nagoya Grampus         | 2º posto J. League Division 1 2011                                    | 2011        |
| Gamba Osaka            | 3º posto J. League Division 1 2011                                    | 2011        |
| Jeonbuk Hyundai Motors | Vincitore K-League 2011                                               | 2011        |
| Seongnam Ilhwa Chunma  | Vincitore Korean FA Cup 2011                                          | 2010        |
| Ulsan Hyundai          | 2º posto K-League 2011                                                | 2009        |
| Guangzhou Evergrande   | Vincitore Chinese Super League 2011                                   | 1ª app.     |
| Tianjin Teda           | Vincitore Coppa della Cina 2011                                       | 2011        |
| Beijing Guoan          | 2º posto Chinese Super League 2011                                    | 2009        |
| Brisbane Roar          | Vincitore A-League 2010-2011                                          | 1ª app.     |
| Central Coast Mariners | 2º posto A-League 2010-2011                                           | 2009        |
| Buriram United         | Vincitore Thai Premier League 2011 Vincitore Coppa di Thailandia 2011 | 2009        |
| Bunyodkor              | Vincitore Oliy Liga 2011                                              | 2011        |

## Calendario
| Fase                        | Turno            | Sorteggio                                           | Andata                                              | Ritorno             |
| --------------------------- | ---------------- | --------------------------------------------------- | --------------------------------------------------- | ------------------- |
| Preliminari                 | Semifinali       | 6 dicembre 2011 (Kuala Lumpur, Malaysia)            | 11-12 febbraio 2012                                 | 11-12 febbraio 2012 |
| Preliminari                 | Finali           | 6 dicembre 2011 (Kuala Lumpur, Malaysia)            | 18 febbraio 2012                                    | 18 febbraio 2012    |
| Fase a gironi               | Prima giornata   | 6 dicembre 2011 (Kuala Lumpur, Malaysia)            | 6-7 marzo 2012                                      | 6-7 marzo 2012      |
| Fase a gironi               | Seconda giornata | 6 dicembre 2011 (Kuala Lumpur, Malaysia)            | 20-21 marzo 2012                                    | 20-21 marzo 2012    |
| Fase a gironi               | Terza giornata   | 6 dicembre 2011 (Kuala Lumpur, Malaysia)            | 3-4 aprile 2012                                     | 3-4 aprile 2012     |
| Fase a gironi               | Quarta giornata  | 6 dicembre 2011 (Kuala Lumpur, Malaysia)            | 17-18 aprile 2012                                   | 17-18 aprile 2012   |
| Fase a gironi               | Quinta giornata  | 6 dicembre 2011 (Kuala Lumpur, Malaysia)            | 1°-2 maggio 2012                                    | 1°-2 maggio 2012    |
| Fase a gironi               | Sesta giornata   | 6 dicembre 2011 (Kuala Lumpur, Malaysia)            | 15-16 maggio 2012                                   | 15-16 maggio 2012   |
| Fase a eliminazione diretta | Ottavi di finale | 6 dicembre 2011 (Kuala Lumpur, Malaysia)            | 29-30 maggio 2012                                   | 29-30 maggio 2012   |
| Fase a eliminazione diretta | Quarti di finale |                                                     | 19 settembre 2012                                   | 2-3 ottobre 2012    |
| Fase a eliminazione diretta | Semifinali       | 24 ottobre 2012                                     | 31 ottobre 2012                                     |                     |
| Fase a eliminazione diretta | Finale           | 9 o 10 novembre 2012 in casa di una delle finaliste | 9 o 10 novembre 2012 in casa di una delle finaliste |                     |

## Preliminari

### Asia Occidentale
| Squadra 1  | Risultato  | Squadra 2       |
| Semifinale | Semifinale | Semifinale      |
| ---------- | ---------- | --------------- |
| Esteghlal  | 2 – 0      | Zob Ahan        |
| Finali     |            |                 |
| Al Shabab  | 3 – 0      | Neftchi Fergana |
| Esteghlal  | 3 – 1      | Al-Ettifaq      |

### Asia Orientale
| Squadra 1       | Risultato | Squadra 2          |
| Finali          | Finali    | Finali             |
| --------------- | --------- | ------------------ |
| Pohang Steelers | 2 – 0     | Chonburi           |
| Adelaide United | 3 – 0     | Persipura Jayapura |

- Il Liaoning Whowin si è ritirato dalla competizione[2].

## Fase a gironi

### Asia Occidentale

#### Girone A
| Squadra      | Pt. | PG | V | N | P | GF | GS | DR  |
| ------------ | --- | -- | - | - | - | -- | -- | --- |
| Al-Jazira    | 16  | 6  | 5 | 1 | 0 | 18 | 10 | +8  |
| Esteghlal    | 11  | 6  | 3 | 2 | 1 | 8  | 3  | +5  |
| Al-Rayyan    | 6   | 6  | 2 | 0 | 4 | 9  | 13 | -3  |
| Nasaf Qarshi | 1   | 6  | 0 | 1 | 5 | 4  | 14 | -10 |

|              | JAZ   | RAY   | EST   | NAS   |
| ------------ | ----- | ----- | ----- | ----- |
| Al-Jazira    |       | 3 – 2 | 1 – 1 | 4 – 1 |
| Al-Rayyan    | 3 – 4 |       | 0 – 1 | 3 – 1 |
| Esteghlal    | 1 – 2 | 3 – 0 |       | 0 – 0 |
| Nasaf Qarshi | 2 – 4 | 0 – 1 | 0 – 2 |       |

#### Girone B
| Squadra    | Pt. | PG | V | N | P | GF | GS | DR  |
| ---------- | --- | -- | - | - | - | -- | -- | --- |
| Al-Ittihad | 16  | 6  | 5 | 1 | 0 | 13 | 4  | +9  |
| Baniyas    | 11  | 6  | 3 | 2 | 1 | 9  | 2  | +7  |
| Paxtakor   | 7   | 6  | 2 | 1 | 3 | 6  | 10 | -4  |
| Al-Arabi   | 0   | 6  | 0 | 0 | 6 | 4  | 16 | -12 |

|            | ARA   | ITT   | BAN   | PAX   |
| ---------- | ----- | ----- | ----- | ----- |
| Al-Arabi   |       | 1 – 3 | 0 – 4 | 0 – 1 |
| Al-Ittihad | 3 – 2 |       | 1 – 0 | 4 – 0 |
| Baniyas    | 2 – 0 | 0 – 0 |       | 2 – 0 |
| Pakhtakor  | 3 – 1 | 1 – 2 | 1 – 1 |       |

#### Girone C
| Squadra  | Pt. | PG | V | N | P | GF | GS | DR |
| -------- | --- | -- | - | - | - | -- | -- | -- |
| Sepahan  | 13  | 6  | 4 | 1 | 1 | 9  | 4  | +5 |
| Al-Ahli  | 10  | 6  | 3 | 1 | 2 | 10 | 6  | +4 |
| Lekhwiya | 6   | 6  | 2 | 0 | 4 | 5  | 9  | -4 |
| Al-Nasr  | 6   | 6  | 2 | 0 | 5 | 6  | 11 | -5 |

|          | AHL   | NAS   | LEK   | SEP   |
| -------- | ----- | ----- | ----- | ----- |
| Al-Ahli  |       | 3 – 1 | 3 – 0 | 1 – 1 |
| Al-Nasr  | 1 – 2 |       | 2 – 1 | 0 – 3 |
| Lekhwiya | 1 – 0 | 1 – 2 |       | 1 – 0 |
| Sepahan  | 2 – 1 | 1 – 0 | 2 – 1 |       |

#### Girone D
| Squadra    | Pt. | PG | V | N | P | GF | GS | DR |
| ---------- | --- | -- | - | - | - | -- | -- | -- |
| Al-Hilal   | 12  | 6  | 3 | 3 | 0 | 10 | 7  | +3 |
| Persepolis | 11  | 6  | 3 | 2 | 1 | 14 | 5  | +9 |
| Al-Gharafa | 6   | 6  | 1 | 3 | 2 | 7  | 10 | -3 |
| Al Shabab  | 2   | 6  | 0 | 2 | 4 | 5  | 14 | -9 |

|            | GHA   | HIL   | SHA   | PER   |
| ---------- | ----- | ----- | ----- | ----- |
| Al-Gharafa |       | 3 – 3 | 2 – 1 | 0 – 3 |
| Al-Hilal   | 2 – 1 |       | 2 – 1 | 1 – 1 |
| Al-Shabab  | 0 – 0 | 1 – 1 |       | 1 – 3 |
| Persepolis | 1 – 1 | 0 – 1 | 6 – 1 |       |

### Asia Orientale

#### Girone E
| Squadra         | Pt. | PG | V | N | P | GF | GS | DR |
| --------------- | --- | -- | - | - | - | -- | -- | -- |
| Adelaide United | 13  | 6  | 4 | 1 | 1 | 7  | 2  | +5 |
| Bunyodkor       | 10  | 6  | 3 | 1 | 2 | 8  | 7  | +1 |
| Pohang Steelers | 9   | 6  | 3 | 0 | 3 | 6  | 4  | +2 |
| Gamba Osaka     | 3   | 6  | 1 | 0 | 5 | 5  | 13 | -8 |

|                 | ADE   | BUN   | GAM   | POH   |
| --------------- | ----- | ----- | ----- | ----- |
| Adelaide United |       | 0 – 0 | 2 – 0 | 1 – 0 |
| Bunyodkor       | 1 – 2 |       | 3 – 2 | 1 – 0 |
| Gamba Osaka     | 0 – 2 | 3 – 1 |       | 0 – 3 |
| Pohang Steelers | 1 – 0 | 0 – 2 | 2 – 0 |       |

#### Girone F
| Squadra       | Pt. | PG | V | N | P | GF | GS | DR |
| ------------- | --- | -- | - | - | - | -- | -- | -- |
| Ulsan Hyundai | 14  | 6  | 4 | 2 | 0 | 11 | 7  | +4 |
| FC Tokyo      | 11  | 6  | 3 | 2 | 1 | 12 | 6  | +6 |
| Beijing Guoan | 3   | 6  | 0 | 3 | 3 | 6  | 11 | -5 |
| Brisbane Roar | 3   | 6  | 0 | 3 | 3 | 6  | 11 | -5 |

|               | BEI   | BRI   | TOK   | ULS   |
| ------------- | ----- | ----- | ----- | ----- |
| Beijing Guoan |       | 1 – 1 | 1 – 1 | 2 – 3 |
| Brisbane Roar | 1 – 1 |       | 0 – 2 | 1 – 2 |
| FC Tokyo      | 3 – 0 | 4 – 2 |       | 2 – 2 |
| Ulsan Hyundai | 2 – 1 | 1 – 1 | 1 – 0 |       |

#### Girone G
| Squadra                | Pt. | PG | V | N | P | GF | GS | DR  |
| ---------------------- | --- | -- | - | - | - | -- | -- | --- |
| Seongnam Ilhwa Chunma  | 10  | 6  | 2 | 4 | 0 | 13 | 5  | +8  |
| Nagoya Grampus         | 10  | 6  | 2 | 4 | 0 | 10 | 4  | +6  |
| Tianjin Teda           | 6   | 6  | 1 | 3 | 2 | 7  | 11 | -4  |
| Central Coast Mariners | 3   | 6  | 0 | 3 | 3 | 2  | 12 | -10 |

|                        | CCM   | NAG   | SEO   | TIA   |
| ---------------------- | ----- | ----- | ----- | ----- |
| Central Coast Mariners |       | 1 – 1 | 1 – 1 | 5 – 1 |
| Nagoya Grampus         | 3 – 0 |       | 2 – 2 | 0 – 0 |
| Seongnam               | 5 – 0 | 1 – 1 |       | 1 – 1 |
| Tianjin Teda           | 0 – 0 | 0 – 3 | 0 – 3 |       |

#### Girone H
| Squadra                | Pt. | PG | V | N | P | GF | GS | DR |
| ---------------------- | --- | -- | - | - | - | -- | -- | -- |
| Guangzhou Evergrande   | 10  | 6  | 3 | 1 | 2 | 12 | 8  | +4 |
| Kashiwa Reysol         | 10  | 6  | 3 | 1 | 2 | 11 | 7  | +4 |
| Jeonbuk Hyundai Motors | 9   | 6  | 3 | 0 | 3 | 10 | 15 | -5 |
| Buriram United         | 6   | 6  | 2 | 0 | 4 | 8  | 11 | -3 |

|                      | BUR   | GUA   | JEO   | KAS   |
| -------------------- | ----- | ----- | ----- | ----- |
| Buriram United       |       | 1 – 2 | 0 – 2 | 3 – 2 |
| Guangzhou Evergrande | 1 – 2 |       | 1 – 3 | 3 – 1 |
| Jeonbuk              | 3 – 2 | 1 – 5 |       | 0 – 2 |
| Kashiwa Reysol       | 1 – 0 | 0 – 0 | 5 – 1 |       |

## Fase a eliminazione diretta

### Ottavi di finale
| Squadra 1             | Risultato         | Squadra 2      |
| --------------------- | ----------------- | -------------- |
| Al-Jazira             | 3 – 3 (2 – 4 dtr) | Al-Ahli        |
| Sepahan               | 2 – 0             | Esteghlal      |
| Al-Ittihad            | 3 – 0             | Persepolis     |
| Al-Hilal              | 7 – 1             | Baniyas        |
| Adelaide United       | 1 – 0             | Nagoya Grampus |
| Seongnam Ilhwa Chunma | 0 – 1             | Bunyodkor      |
| Ulsan Hyundai         | 3 – 2             | Kashiwa Reysol |
| Guangzhou Evergrande  | 1 – 0             | FC Tokyo       |

| Arbitro: | Kim Dong-Jin |

|                      |           |  |
| Correa 8’ Bengar 35’ | Marcatori |  |

| Arbitro: | Ryuji Sato |

|                                |                      |                                                 |
| Oliveira 32’, 114’ Delgado 62’ | Marcatori            | 22’ Marcelo Camacho 75’ Al Hosni 118’ Simões    |
| Oliveira Bargash Ismaeel Neill | Tiri di rigore 2 – 4 | Marcelo Camacho Mayouf Al-Fahmi Palomino Simões |

| Arbitro: | Masaaki Toma |

|                                                                         |           |           |
| Yoo Byung-Soo 23’, 38’, 53’, 61’ Wilhelmsson 26’, 59’ S. Al-Dawsari 86’ | Marcatori | 72’ Yeste |

| Arbitro: | Valentin Kovalenko |

|                                              |           |  |
| Hazazi 36’ (rig.) Abdelghani 45+1’ Otaif 87’ | Marcatori |  |

| Arbitro: | Mohsen Torky |

|  |           |                    |
|  | Marcatori | 53’ (rig.) Karimov |

| Arbitro: | Malik Abdul Bashir |

|            |           |  |
| McKain 42’ | Marcatori |  |

| Arbitro: | Abdullah Balideh |

|          |           |  |
| Cléo 31’ | Marcatori |  |

| Arbitro: | Mohamed Al Zarooni |

|                                                    |           |                                    |
| Kim Shin-Wook 54’ Kondo 71’ (aut.) Lee Keun-ho 88’ | Marcatori | 67’ Leandro Domingues 90+1’ Tanaka |

### Quarti di finale
| Squadra 1       | Totale | Squadra 2            | Andata | Ritorno     |
| --------------- | ------ | -------------------- | ------ | ----------- |
| Al-Ittihad      | 5 – 4  | Guangzhou Evergrande | 4 – 2  | 1 – 2       |
| Sepahan         | 1 – 4  | Al-Ahli              | 0 – 0  | 1 – 4       |
| Adelaide United | 4 – 5  | Bunyodkor            | 2 – 2  | 2 – 3 (dts) |
| Ulsan Hyundai   | 5 – 0  | Al-Hilal             | 1 – 0  | 4 – 0       |

#### Andata
| Arbitro: | Andre El Haddad |

|                                                 |           |                             |
| Diego Souza 27’ Noor 49’ (rig.) Hazazi 61’, 89’ | Marcatori | 26’ Gao Lin 38’ Huang Bowen |

| Esfahan 19 settembre 2012, ore 20:30 UTC+3:30 | Sepahan      | 0 – 0 referto | Al-Ahli | Foolad Shahr Stadium (9.280 spett.)\| Arbitro: \| Liu Kwok Man \| |
| Arbitro:                                      | Liu Kwok Man |               |         |                                                                   |

| Arbitro: | Abdullah Al Hilali |

|                           |           |                         |
| Ramsay 7’ Kostopoulos 16’ | Marcatori | 44’ Hasanov 75’ Salomov |

| Arbitro: | Ryuji Sato |

|             |           |  |
| Rafinha 10’ | Marcatori |  |

#### Ritorno
| Arbitro: | Kim Dong-Jin |

|                              |           |           |
| Barrios 19’ Conca 35’ (rig.) | Marcatori | 78’ Fahad |

| Arbitro: | Peter Green |

|                                                   |           |            |
| Simões 30’ (rig.) Al Hosni 35’, 45+1’ Jaizawi 70’ | Marcatori | 37’ Talebi |

| Arbitro: | Ali Abdulnabi |

|                                               |           |                       |
| To'raev 20’ Shorahmedov 67’ Rahmatullaev 104’ | Marcatori | 4’ Ramsay 62’ Neumann |

| Arbitro: | Mohsen Torky |

|  |           |                                                    |
|  | Marcatori | 24’, 27’ Rafinha 54’ Kim Shin-Wook 65’ Lee Keun-ho |

### Semifinali
| Squadra 1  | Totale | Squadra 2     | Andata | Ritorno |
| ---------- | ------ | ------------- | ------ | ------- |
| Al-Ittihad | 1 – 2  | Al-Ahli       | 1 – 0  | 0 – 2   |
| Bunyodkor  | 1 – 5  | Ulsan Hyundai | 1 – 3  | 0 – 2   |

#### Andata
| Arbitro: | Abdullah Balideh |

|            |           |  |
| Hazazi 67’ | Marcatori |  |

| Arbitro: | Ali Al Badwawi |

|              |           |                                               |
| Ibrohimov 5’ | Marcatori | 31’ Rafinha 53’ Kim Shin-Wook 72’ Lee Keun-ho |

#### Ritorno
| Arbitro: | Yūichi Nishimura |

|                               |           |  |
| Al-Musa 44’ Victor Simões 84’ | Marcatori |  |

| Arbitro: | Abdulrahman Abdou |

|                                   |           |  |
| Kim Shin-Wook 53’ Lee Keun-ho 75’ | Marcatori |  |

### Finale
| Arbitro: | Benjamin Williams |

| |            | |
| Kwak Tae-Hwi 13’ Rafinha 68’ Kim Seung-Yong 75’ | Marcatori  | |
| · Kim Young-Kwang 1 · Lee Yong 2 · 31’ Kang Min-Soo 4 · Kwak Tae-Hwi 5 · 68’ Kim Young-sam 14 · 46’ Lee Ho 8 · Kim Seung-Yong 13 · Estiven Vélez 20 · Kim Shin-Wook 9 · Lee Keun-ho 11 · 79’ 88’ Rafinha 19 · Sostituzioni: · 46’ Go Seul-Ki 17 · 68’ Lee Jae-Seong 3 · 88’ Maranhão | Formazioni | · 22 Mayyof · 2 Al-Mor · 4 Bakshwin 71’ · 16 Al-Amer · 21 Balghath · 47 Besas 90+2’ · 3 Palomino · 5 Al-Musa 66’ 72’ · 8 Al-Jassim 86’ · 7 Victor Simões · 20 Al Hosni · Sostituzioni: · 24 Jaizawi 71’ · 26 Al-Eisa 72’ · 10 Morales 86’ |
| Kim Ho-Gon | Allenatori | Karel Jarolím |

## Classifica marcatori
| Gol |  |  | Giocatore         | Squadra              |
| --- |  |  | ----------------- | -------------------- |
| 12  |  |  | Ricardo Oliveira  | Al-Jazira            |
| 8   |  |  | Naif Hazazi       | Al-Ittihad           |
| 7   |  |  | Victor Simões     | Al-Ahli              |
| 7   |  |  | Rafinha           | Ulsan Hyundai        |
| 6   |  |  | Darío Conca       | Guangzhou Evergrande |
| 6   |  |  | Kim Shin-Wook     | Ulsan Hyundai        |
| 5   |  |  | Éamon Zayed       | Persepolis           |
| 5   |  |  | Bruno Correa      | Sepahan              |
| 5   |  |  | Leandro Domingues | Kashiwa Reysol       |
| 5   |  |  | Yoo Byung-Soo     | Al-Hilal             |
| 5   |  |  | Amara Diané       | Al-Nasr              |